# Kończyce (Radom)
Kończyce – osiedle w południowo-zachodniej części Radomia.
Według Systemu Informacji Miejskiej osiedle obejmuje obszar ograniczony zachodnim dopływem rzeki Kosówki, ulicą Kielecką i granicą miasta. Kończyce graniczą z osiedlami Wośniki i Pruszaków.
W rejestrze TERYT Kończyce wydzielone są jako część miasta z identyfikatorem SIMC 0972950.
Prywatna wieś szlachecka, położona była w drugiej połowie XVI wieku w powiecie radomskim województwa sandomierskiego.